# Eugene Lazowski
Pour les articles homonymes, voir Lazowski.
Eugene Lazowski, né Eugeniusz Sławomir Łazowski en 1913 à Częstochowa (Pologne) et mort le 16 décembre 2006 à Eugene (USA), est un médecin polonais.

## Biographie
D'après un article du Chicago Tribune du 31 août 2001, qui s'est révélé erroné, Eugene Lazowski empêche la déportation de milliers de Juifs lors de la Seconde Guerre mondiale en inventant, avec Stanisław Matulewicz, un ami qui s'installe dans la région, une fausse épidémie de typhus, ce qui obligera plus tard à mettre en quarantaine la ville de Rozwadów, actuellement en banlieue de Stalowa Wola, où il ouvre un cabinet en 1941. Pour cela, il inocule à près de 8 000 habitants des bactéries mortes responsables du typhus, ce qui les rend faux positifs aux tests. Il parvient ainsi à tromper une commission d'inspection sanitaire allemand en jouant sur leur peur d'approcher de trop près des malades soi-disant contagieux (les inspecteurs se contentent de prendre des échantillons de sang sans s'attarder pour vérifier les symptômes). 
Il prend bien garde de ne pas inoculer la fausse maladie à des juifs car la réaction allemande aurait été de les abattre, ce qui, ainsi, contredit le fait d'avoir sauvé des juifs. De plus, les mesures de confinement et la décision de ne plus déporter ou envoyer aux travaux forcés les habitants, à la suite de l'expansion de l'épidémie, n'ont été prises par les autorités allemandes qu'à l'hiver 1943, alors que les juifs de la ville (qui n'étaient pas au nombre de 8000) ont été déportés pendant l'été 1942.
En 2015, une exposition au musée de Stalowa Wola relate son exploit.
En 1958, Eugene Lazowski émigre aux États-Unis grâce à une bourse de la Rockefeller Foundation et, en 1976, il devient professeur de pédiatrie à l'Université de l'Illinois à Chicago. Il écrit un mémoire intitulé Prywatna wojna (Ma guerre privée) qui a été réimprimé plusieurs fois, ainsi que plus d'une centaine d'articles scientifiques. Il publie l'article dans l'American Society for Microbiology où il décrit la fausse épidémie mais ne dit pas avoir sauvé des juifs.
E. Lazowski a pris sa retraite à la fin des années 1980. Il décède en 2006 à Eugene, où il vit avec sa fille.

## Controverse
La Fondation pour la Mémoire de la Shoah, à propos du film de Barbara Necek, À la recherche du Schindler polonais, écrit : 
« Dévoilée par le Chicago Tribune en 2000, cette histoire a depuis fait le tour du monde, relayée par les plus grands journaux comme le Figaro, par de sérieuses institutions juives, par des chaînes de télévision de qualité telle qu'History Channel en Grande-Bretagne. Cette histoire était pourtant "trop belle pour être vraie". Conçu comme une investigation historique, ce film démontre que ce prétendu Juste polonais, oublié de l’Histoire, n’en est pas un. Eugene Lazowski, aujourd’hui décédé, n’a jamais sauvé 8 000 Juifs. »
« Il avait honte que son histoire ait été ainsi falsifiée, témoigne une étudiante américaine qui a rencontré Lazowski, dans le cadre d’un mémoire de recherches. Barbara Necek soulève, avec beaucoup de discrétion, quelques questions capitales parmi lesquelles : le fait de ne pas avoir mérité le titre de "Juste" - contrairement à ses parents, Kazimierz et Zofia Lazowski, dont les noms figurent au mémorial de Yad Vashem pour avoir sauvé plusieurs Juifs, à Varsovie – doit-il empêcher qu’on reconnaisse à ce médecin résistant le titre de héros ? Comment doit réagir un inconnu sur lequel se tournent soudain les projecteurs de médias, avides de scoop et de légendes ? Comment peut-on échapper à un mythe forgé, à son sujet, au mépris de sa propre histoire ? », Brice Couturier, « Eugeniusz Lazowski : juste un héros ? », France Culture, 01/05/2020.

## Documentaire
- A Private War, réalisé par le producteur de télévision Ryan Bank (en). Il est allé sur les traces de Lazowski en Pologne et a enregistré des témoignages de personnes dont les familles ont été sauvées par la fausse épidémie[8].
- 2020 : A la recherche du Schindler polonais[9]